# Muzyka libijska
W Libii popularna jest arabska muzyka, w szczególności muzyka andaluzyjska z gatunków Ma'luf oraz Chabi, a także arabska muzyka klasyczna.
Jednymi z niewielu instrumentów ludowych na terenie Libii są ud, zukra (libijska wersja dud), flet wykonany z bambusa, tamburyn oraz darbuka. Ponieważ kraj ten zamieszkuje ponad 100 tysięcy Tuaregów, w państwie powszechna jest również ich ludowa muzyka.

## Historia
W latach 60. i 70. XX wieku na terenie Libii powstał specyficzny dla tego państwa gatunek muzyczny: Marskawi.
Do wojny domowej w 2011 roku artystów muzycznych z Libii było niewielu – spowodowane było to głównie reżimem Mu’ammara al-Kaddafiego (który sprawował tam władzę autorytarną), kiedy muzyka zachodnia była zakazana (postrzegano ją jako narzędzie kolonializmu).
Podczas rewolucji w 2011 roku berberyjska piosenkarka Dania Ben Sassi stała się popularna, dzięki swoim utworom, które wychwalały poświęcenie Libijczyków. Zaistniało wtedy także kilku raperów libijskich, np. Ibn Thabit, Hamzi Sisi i Khaled M. Od tego czasu przemysł muzyczny w Libii zaczął się gwałtownie rozrastać; sławę zyskało wielu nowych wokalistów i muzyków, w tym m.in. Bahjat.
Obecnie w tym państwie odbywa się kilka corocznych wydarzeń muzycznych, m.in. festiwal Ghadames czy Ghat, jak również festiwale z okazji świąt Ramadanu, Id al-Fitr oraz Id al-Adha.